# Doedoek
Een doedoek of duduk (uitspraak 'Doe-DOEK') is een dubbelriet-blaasinstrument (aerofoon) uit Armenië. Het instrument is gemaakt uit Armeens abrikozenhout, heeft een cilindrische boring en een groot dubbelriet, dat gamisj genoemd wordt en heel gevoelig is voor wisselingen in klimaat en luchtvochtigheid. Het bereik van het instrument is slechts een octaaf en een kleine terts, en de meest voorkomende stemming is A (bereik: F# G# A B C# D E F# G# A). Het houten corpus is ongeveer 36 centimeter lang, met het riet erbij ongeveer 44 cm. Tenor-doedoeks worden ook gemaakt in de toonsoorten G, Ab, Bb, B, hoge C, D, E en F. Basdoedoeks met kleppen worden gemaakt in de toonsoorten A en B. Er worden ook tenor-A-doedoeks met kleppen gemaakt. Vergelijkbaar met westerse dubbel- en enkelrieten, worden er rieten van verschillende sterkte gemaakt (zacht en hard). Veel doedoekspelers prefereren hardere rieten. Het timbre van de doedoek wordt weleens vergeleken met dat van de menselijke stem, mede door de manier waarop het dubbelriet resoneert wanneer er vibrato gespeeld wordt, wat vooral in de hogere noten het geval is. In het lage register klinkt de doedoek meer als een klarinet.
De doedoek wordt traditioneel begeleid door een tweede doedoek die een bourdon (dam) speelt. Deze doedoek heet de damkasj. Soms is er een tweede damkasj, wat dan meestal een basdoedoek is. Vrolijke volksmelodieën (gebruik makend van Arabische maqams, modi) begeleid door de dholtrommel, maar ook klagende, droevige melodieën en polyfonie (soms zelfs in een kwintet van doedoeks) behoren tot het doedoekrepertoire. De doedoek heeft in modern Armenië een belangrijke functie. Het instrument wordt gebruikt bij bruiloften en feesten, en door componisten als Aram Chatsjatoerjan en Komitas Vardapet zijn bekende werken voor doedoek geschreven. De inleiding van Stravinsky's Le Sacre du printemps wil volgens de componist de klank van de doedoek oproepen.

## Geschiedenis
Etnomusicologen denken dat de doedoek bij de oudste dubbelrieten ter wereld hoort. In de oudheid zou het instrument van beenderen zijn gemaakt, en later helemaal uit één stuk riet. Het nadeel hiervan was dat als de gamisj beschadigd raakte, het hele instrument vervangen moest worden. Uiteindelijk werd het instrument van abrikozenhout gemaakt, zodat het riet vervangen kon worden, en het instrument een dieper timbre kreeg.
In het Nabije en Midden-Oosten bestaan er vergelijkbare instrumenten zoals de Iraanse en Iraakse balaman, de balaban in Azerbeidzjan, de doedoeki in Georgië, de Russische doedka, de Koerdische karnara en de Bulgaarse dadoek (die laatste is geen dubbelriet, maar een blokfluit waarvan de naam afgeleid lijkt te zijn van het Armeense instrument). Deze instrumenten zijn bijna allemaal gemaakt van hout van andere fruit- en notenbomen, en klinken over het algemeen nasaler en minder resonant dan de Armeense doedoek. Ze zijn in timbre meer te vergelijken met volksklarinetten als de Egyptische mijwiz of de Turkse sipsi. In Armenië is de kunst van de doedoekbouw door de eeuwen heen geperfectioneerd. Abrikozenhout wordt bijvoorbeeld eerst jarenlang weggelegd, om de resonantie ervan te verbeteren, en het maken van rieten is ook een zeer zorgvuldig proces geworden.
De doedoek werd ook meegenomen over de zijderoute, en werd in China de guanzi of bili (gebruikt in volksmuziek), de Koreaanse piri (gebruikt in volks- en hofmuziek) en de Japanse hichiriki (gebruikt in gagaku hofmuziek.)
De doedoek staat sinds 2005 vermeld op de Lijst van Meesterwerken van het Orale en Immateriële Erfgoed van de Mensheid van UNESCO.